# Route 10 (Manitoba)
Pour les articles homonymes, voir Route 10.
La route 10 est une route provinciale de la province du Manitoba située dans le sud, l'ouest et le nord-ouest de la province. Elle dessert les principales villes de l'ouest du Manitoba, soit Brandon, Dauphin, Swan River et Flin Flon. Elle est une route asphaltée sur toute sa longueur et croise un bon nombre de routes provinciales manitobaines. Longue de 804 km (500 mi), elle est la plus longue route de la province.

## Description du tracé
La route 10 débute à la frontière entre le Canada et les États-Unis, comme prolongement de la US 281. Le poste douanier est ouvert 24h/24.
Elle se dirige d'abord vers le nord sur 100 km (62 mi) en croisant les routes 3, 23 et 2. Cette région est relativement agricole avec un relief très plat. Elle traverse la municipalité de Boissevain.
Elle entre dans la deuxième ville en importance de la province, Brandon, par le sud, alors qu'elle croise la route 110, route de contournement sud-est de Brandon. Elle traverse ensuite la ville du sud au nord en passant en plein centre-ville, croisant notamment la route 1A dans le centre de la ville. Elle rejoint la route 1 (Route transcanadienne), avec laquelle elle forme un multiplex de 2 km (1,2 mi) vers l'est. Elle quitte la grande de région de Brandon par le nord, dans la municipalité de Forrest.
Après une ligne droite de plus de 30 km (19 mi), elle passe à l'ouest de Minnedosa, en croisant la route 16 (route Yellowhead). La route 10 se dirige toujours vers le nord en traversant une région un peu plus montagneuse, alors qu'elle passe dans le Parc national du Mont-Riding, sur une cinquantaine de kilomètres. Elle atteint par la suite la ville de Dauphin, qu'elle contourne par le sud-ouest en formant un multiplex avec la route 5 et en croisant la route 5A et la route 10A.
Elle quitte la région de Dauphin par l'ouest, en formant toujours un multiplex avec la route 5 sur 10 km (6 mi), puis elle se dirige vers le nord sur 106 km (66 mi), en traversant une région montagneuse, un peu plus isolée, passant notamment à l'ouest d'Ethelbert. Après avoir traversé Cowan, elle tourne vers l'ouest jusqu'à Swan River, où elle croise les routes 83 et 10A. À Swan River, elle tourne vers le nord pour passer à l'est de la ville et pour traverser une région beaucoup plus isolée sur une centaine de kilomètres.
Après avoir croisé la route 77 à l'est de Baden, alors qu'elle suit la rive ouest du Lac Winnipegosis, elle traverse une région beaucoup plus isolée, croisant la route 60. À environ 75 km (47 mi) plus au nord, elle traverse Le Pas, puis passe à l'ouest du Parc provincial Clearwater Lake. À Simonhouse, elle croise la route 39 vers Thompson et traverse le Parc provincial Grass River, alors qu'elle courbe légèrement vers le nord-ouest pour s'approcher peu à peu de Flin Flon et de la frontière Manitoba-Saskatchewan.
Elle contourne finalement Flin Flon par l'est, le nord et l'ouest, formant littéralement un long virage en « n » autour de la ville. Tout juste au sud-ouest de Flin Flon, elle atteint la frontière entre le Manitoba et la Saskatchewan. Elle se poursuit comme route 167 vers Creighton.

## Intersections majeures
| Division                                                        | Ville                              | km     | Destinations                                                                            | Notes                                                                   |
| --------------------------------------------------------------- | ---------------------------------- | ------ | --------------------------------------------------------------------------------------- | ----------------------------------------------------------------------- |
| No. 5                                                           | Peace Garden                       | 0,00   | US 281 sud / ND-3 sud – Dunseith                                                        | Continue au Dakota du Nord                                              |
| No. 5                                                           | Peace Garden                       | 0,00   | Frontière canado-américaine                                                             |                                                                         |
| No. 5                                                           |                                    | 13,40  | PR 341 est – William Lake                                                               | Terminus ouest de la PR 341                                             |
| No. 5                                                           |                                    | 20,20  | PTH-3 (Boundary Commission Trail) – Deloraine, Killarney, Morden                        |                                                                         |
| No. 5                                                           | Boissevain                         | 25,50  | PR 443 est – Ninga                                                                      | Terminus ouest de la PR 443                                             |
| No. 5                                                           |                                    | 30,00  | PR 448 nord – Ninga                                                                     | Terminus ouest de la PR 443                                             |
| No. 5                                                           |                                    | 41,10  | PR 343 ouest                                                                            | Terminus est de la PR 343                                               |
| No. 5                                                           | Minto                              | 47,60  | PTH-23 est – Ninette                                                                    | Terminus sud du multiplex avec la PTH-23                                |
| No. 5                                                           |                                    | 52,50  | PTH-23 ouest – Elgin, Hartney                                                           | Terminus nord du multiplex avec la PTH-23                               |
| No. 7                                                           |                                    | 69,80  | PTH-2 est (Red Coat Trail) – Treherne, Oak Bluff                                        | Terminus sud du multiplex avec la PTH-2                                 |
| No. 7                                                           |                                    | 74,00  | PTH-2 ouest (Red Coat Trail) – Souris                                                   | Terminus nord du multiplex avec la PTH-2                                |
| No. 7                                                           |                                    | 81,80  | PR 453 est                                                                              | Terminus ouest de la PR 453                                             |
| No. 7                                                           |                                    | 86,80  | PR 349 ouest                                                                            | Terminus est de la PR 349                                               |
| No. 7                                                           |                                    | 93,80  | PTH-110 nord (Eastern Access) – Brandon                                                 | Terminus sud de la PTH-110                                              |
| No. 7                                                           | Brandon                            | 98,20  | PTH-1A (Victoria Avenue)                                                                |                                                                         |
| No. 7                                                           | Brandon                            | 100,30 | Traverse la rivière Assiniboine                                                         | Traverse la rivière Assiniboine                                         |
| No. 7                                                           | Brandon                            | 100,60 | PR 459 ouest (Grand Valley Road)                                                        | Terminus est de la PR 459                                               |
| No. 7                                                           | Brandon                            | 103,20 | PTH-1 ouest – Regina                                                                    | Terminus sud du multiplex avec la PTH-1                                 |
| No. 7                                                           | Brandon                            | 104,80 | PTH-1 est – Winnipeg PTH-1A ouest (1st Street) – Centre-ville                           | Terminus sud du multiplex avec la PTH-1                                 |
| No. 7                                                           |                                    | 119,60 | PTH-25 ouest – Rivers                                                                   | Terminus est de la PTH-25                                               |
| No. 7                                                           |                                    | 122,90 | PR 353 est – Brookdale                                                                  | Terminus ouest de la PR 353                                             |
| No. 15                                                          |                                    | 131,10 | PTH-24 ouest – Rapid City, Oak River PR 262 nord – Minnedosa                            | Terminus est de la PTH-24; terminus sud de la PR 262                    |
| No. 15                                                          |                                    | 146,30 | PTH-16 est – Minnedosa, Neepawa                                                         | Terminus sud du multiplex avec la PTH-16                                |
| No. 15                                                          | Minnedosa                          | 149,80 | PR 355 – Cardale, Minnedosa                                                             |                                                                         |
| No. 15                                                          |                                    | 152,50 | PTH-16 ouest – Russell, Saskatoon PTH-16A est – Minnedosa                               | Terminus nord du multiplex avec la PTH-16; terminus ouest de la PTH-16A |
| No. 15                                                          | Erickson                           | 175,90 | PR 357 est – Mountain Road                                                              | Terminus ouest de la PR 357                                             |
| No. 15                                                          |                                    | 183,00 | PTH-45 ouest (Russell Subdivision Trail) – Sandy Lake, Oakburn                          | Terminus est de la PTH-25                                               |
| No. 15                                                          | Onanole                            | 193,90 | PR 262 sud – Scandinavia, Clanwilliam                                                   | Terminus nord de la PR 262                                              |
| No. 15                                                          | Onanole                            | 194,10 | PR 354 ouest – Crawford Park                                                            | Terminus ouest de la PR 353                                             |
| No. 17                                                          |                                    | 197,30 | Entrée sud du Parc national du Mont-Riding                                              | Entrée sud du Parc national du Mont-Riding                              |
| No. 17                                                          |                                    | 203,20 | PTH-19 est – Lake Katherine, Whirlpool Lake                                             | Terminus ouest de la PTH-19                                             |
| No. 17                                                          |                                    | 249,90 | Entrée nord du Parc national du Mont-Riding                                             | Entrée nord du Parc national du Mont-Riding                             |
| No. 17                                                          |                                    | 257,30 | PTH-5 est – Sainte-Rose du Lac, Neepawa                                                 | Terminus sud du multiplex avec la PTH-5                                 |
| No. 17                                                          |                                    | 261,40 | PTH-5A ouest / PTH-10A nord – Dauphin                                                   | Terminus sud de la Dauphin Bypass                                       |
| No. 17                                                          |                                    | 266,50 | PTH-5A est / PTH-10A sud – Dauphin                                                      | Terminus nord de la Dauphin Bypass                                      |
| No. 17                                                          |                                    | 274,70 | PR 274 sud – Keld                                                                       | Terminus nord de la PR 274                                              |
| No. 17                                                          | Ashville                           | 281,20 | PTH-5 ouest – Roblin                                                                    | Terminus nord du multiplex avec la PTH-5                                |
| No. 17                                                          |                                    | 305,70 | PR 267 – Drifting River, Sifton                                                         |                                                                         |
| No. 17                                                          |                                    | 315,50 | PR 273 est – Ukraina                                                                    | Terminus ouest de la PR 273                                             |
| No. 17                                                          |                                    | 322,30 | PTH-10A nord – Ethelbert                                                                | Terminus sud de la PTH-10A                                              |
| No. 17                                                          | Ethelbert                          | 324,90 | PTH-10A est – Ethelbert PR 274 sud – Mint Creek                                         | Terminus ouest de la PTH-10A; terminus nord de la PR 274                |
| No. 17                                                          |                                    | 326,70 | PR 269 est – Fork River                                                                 | Terminus ouest de la PR 269                                             |
| No. 17                                                          |                                    | 341,80 | PR 367 ouest – Parc provincial de Duck Mountain                                         | Terminus est de la PR 367                                               |
| No. 20                                                          | Pine River                         | 355,00 | PR 271 est – Pine River                                                                 | Terminus ouest de la PR 271                                             |
| No. 20                                                          | Cowan                              | 386,00 | PTH-20 sud – Camperville, Winnipegosis                                                  | Terminus nord de la PTH-20                                              |
| No. 20                                                          |                                    | 412,30 | PR 268 nord (Lenswood Highway) – Lenswood                                               | Terminus sud de la PR 268                                               |
| No. 20                                                          | Minitonas                          | 418,80 | PR 366 sud – Minitonas                                                                  | Terminus sud du multiplex avec la PR 366                                |
| No. 20                                                          |                                    | 420,40 | PR 366 nord – Bowsman                                                                   | Terminus nord du multiplex avec la PR 366                               |
| No. 20                                                          |                                    | 428,60 | PR 488 sud                                                                              | Terminus nord de la PR 488                                              |
| No. 20                                                          | Swan River                         | 433,80 | PTH-10A nord / PTH-83A sud (Main Street est) – Swan River                               | Terminus sud de la PTH-10A; terminus nord de la PTH-83A                 |
| No. 20                                                          | Swan River                         | 433,80 | PTH-83 sud (Valley Road) – Roblin                                                       | Terminus nord de la PTH-83                                              |
| No. 20                                                          |                                    | 436,20 | PTH-10A sud – Swan River                                                                | Terminus nord de la PTH-10A                                             |
| No. 20                                                          |                                    | 447,40 | PR 279 ouest – Whitefish Lake                                                           | Terminus est de la PR 279                                               |
| No. 20                                                          | Bowsman                            | 450,00 | PR 266 nord                                                                             | Terminus sud de la PR 266                                               |
| No. 20                                                          | Birch River                        | 470,90 | PR 268 sud – Birch River                                                                | Terminus nord de la PR 268                                              |
| No. 20                                                          |                                    | 475,40 | PR 365 ouest – Parc provincial de Bell Lake, Parc provincial de North Steeprock Lake    | Terminus est de la PR 365                                               |
| No. 20                                                          |                                    | 509,20 | PTH-77 ouest – Barrows, Hudson Bay                                                      | Terminus est de la PTH-77                                               |
| No. 20                                                          |                                    | 518,60 | PR 483 est – Pelican Rapids                                                             | Terminus ouest de la PR 483                                             |
| No. 21                                                          |                                    | 588,10 | PTH-60 est – Easterville, Grand Rapids                                                  | Terminus ouest de la PTH-60                                             |
| No. 21                                                          |                                    | 628,80 | PR 282 nord                                                                             | Terminus sud de la PR 282                                               |
| No. 21                                                          | Le Pas                             | 661,60 | PR 283 ouest (3rd Street ouest) – Hudson Bay PR 285 est (3rd Street est) – Ralls Island | Terminus est de la PR 283; terminus ouest de la PR 285                  |
| No. 21                                                          | Le Pas                             | 662,80 | Traverse la rivière Saskatchewan                                                        | Traverse la rivière Saskatchewan                                        |
| No. 21                                                          | Parc provincial de Clearwater Lake | 681,60 | PR 287 est – Cormorant, Moose Lake, Aéroport du Pas                                     | Terminus ouest de la PR 287                                             |
| No. 21                                                          | Parc provincial de Grass River     | 736,90 | PTH-39 est – Snow Lake, Thompson                                                        | Terminus ouest de la PTH-39                                             |
| No. 21                                                          | Flin Flon                          | 795,20 | PR 291 ouest – Channing, Big Island Lake                                                | Terminus est de la PR 291                                               |
| No. 21                                                          | Flin Flon                          | 797,80 | PTH-10A ouest                                                                           | Terminus est de la PTH-10A                                              |
| No. 21                                                          | Flin Flon                          | 803,60 | PTH-10A est (1st Avenue)                                                                | Terminus ouest de la PTH-10A                                            |
| No. 21                                                          | Flin Flon                          | 804,20 | SK-167 sud vers SK-106 (Hansen Lake Road) – Creighton, Prince Albert                    | Continue en Saskatchewan                                                |
| - Terminus de multiplex - Accès incomplet - Transition de route |                                    |        |                                                                                         |                                                                         |